# Canottaggio ai Giochi della X Olimpiade - Quattro senza maschile
La competizione del quattro senza maschile dei Giochi della X Olimpiade si è svolta dal 10 al 13 agosto 1932 al Long Beach Marine Stadium, Long Beach.

## Risultati

### Batterie
Su disputarono il 10 agosto. Il vincitore di ciascuna batteria in finale, i restanti al recupero.
| Pos. | Nazione       | Atleti                                                     | Tempo  |
| ---- | ------------- | ---------------------------------------------------------- | ------ |
| 1    | Gran Bretagna | Felix Badcock, Hugh Edwards Jack Beresford, Rowland George | 7'13"2 |
| 2    | Stati Uniti   | John McCosker, George Mattson Thomas Pierie, Edgar Johnson | 7'19"4 |
| 3    | Germania      | Karl Aletter, Ernst Gaber Walter Flinsch, Hans Maier       | 7'37"8 |

| Pos. | Nazione | Atleti                                                                  | Tempo  |
| ---- | ------- | ----------------------------------------------------------------------- | ------ |
| 1    | Italia  | Antonio Ghiardello, Francesco Cossu Giliante D'Este, Antonio Provenzani | 7'06"8 |
| 2    | Canada  | Henry Pelham, Russell Gammon Fraser Herman, Frank Courtney              | 7'12"0 |

### Recupero
Si disputò l'11 agosto. I primi due in finale.
| Pos. | Nazione     | Atleti                                                     | Tempo  |
| ---- | ----------- | ---------------------------------------------------------- | ------ |
| 1    | Germania    | Karl Aletter, Ernst Gaber Walter Flinsch, Hans Maier       | 7'17"2 |
| 2    | Stati Uniti | John McCosker, George Mattson Thomas Pierie, Edgar Johnson | 7'18"4 |
| 3    | Canada      | Henry Pelham, Russell Gammon Fraser Herman, Frank Courtney | 7'20"2 |

### Finale
Si disputò il 13 agosto.
| Pos.    | Nazione       | Atleti                                                                  | Tempo  |
| ------- | ------------- | ----------------------------------------------------------------------- | ------ |
| Oro     | Gran Bretagna | Felix Badcock, Hugh Edwards Jack Beresford, Rowland George              | 6'58"2 |
| Argento | Germania      | Karl Aletter, Ernst Gaber Walter Flinsch, Hans Maier                    | 7'03"0 |
| Bronzo  | Italia        | Antonio Ghiardello, Francesco Cossu Giliante D'Este, Antonio Provenzani | 7'04"0 |
| 4       | Stati Uniti   | John McCosker, George Mattson Thomas Pierie, Edgar Johnson              | 7'14"2 |